# San Martín de Bolaños
San Martín de Bolaños är en kommun i Mexiko.   Den ligger i delstaten Jalisco, i den centrala delen av landet, 500 km väster om huvudstaden Mexico City. Antalet invånare är 3 205. Arean är 992 kvadratkilometer.
Terrängen i San Martín de Bolaños är bergig åt nordväst, men åt sydost är den kuperad.